# سیارک ۶۵۰۵
سیارک ۶۵۰۵ (به انگلیسی: 6505 Muzzio، نامگذاری:1976AH) شش هزار و پانصد و پنجمین سیارک کشف شده‌است که در ۳ ژانویه ۱۹۷۶ کشف شد.